# Онан
Она́н (др.-евр. אוֹנָן‬ — «сильный», греч. Αυνάν, церк.-слав. Авна́нъ) — персонаж Пятикнижия, второй сын Иуды, внук патриарха Иакова, который был наказан Богом смертью. 
После гибели старшего сына Иуды Онан, согласно традиции левирата, был обязан взять в жёны его вдову Фамарь, дабы она смогла принести наследника, который считался бы сыном и первенцем её мужа. Онан, «когда входил к жене брата своего, изливал семя на землю, чтобы не дать семени брату своему» (Быт. 38:9), за что и заслужил смертную кару от Господа.
В богословской среде есть разные версии того, за что собственно был наказан Онан. Раннехристианские писатели утверждали, что Онан наказан за прерванный половой акт. В более же позднее время появилось другое толкование, которое гласит, что Онан наказан за мастурбацию. Некоторые современные богословы считают, что Онан наказан за нарушение обязанностей левиратного союза.

## В раннем христианстве
Древние христианские писатели указывали на то, что Онан был наказан Богом за прерывание полового акта. 
Святитель Епифаний Кипрский (315-403) выступил против практики прерывания полового акта: 
Некоторые из них – по виду монашествующие, а живущие с ними женщины на вид будто монахини. Тело у них истощенное: удовлетворяя своей похоти, они, выражусь скромнее, совершают дело сына Иудина, по имени Авнана (Быт. 38, 9). Ибо как он, когда телом соприкасался Фамари и удовлетворял похоти, не делал надлежащего для произведения потомства, сообразно с дарованным от Бога способом чадотворения, но самым способом худого действия совершал грех против себя самого: так и они пользуются мнимыми женами, совершая это незаконное дело... Они заботятся о том, чтобы женщина от растления не сделалась беременною, или чтобы не умножить чадородия в мире, или чтобы их не уличили люди, они хотят быть в чести за этот почитаемый у них, подвиг целомудрия, и однако же вот что делают. Другие же предпочитают совершать это самое срамное дело не посредством женщины, а иными способами, оскверняясь собственными руками. И в этом они подражают вышеупомянутому сыну Иуды, оскверняя землю своими преступными действиями и мерзкими каплями, и своими ногами растирая по земле свои истечения, дабы их семя не было похищено нечистыми духами, к зачатию и порождению демонов.
Такого же мнения придерживался Аврелий Августин (354-430): 

Супружеское общение даже с законной женой является незаконным и злым, когда предотвращается зачатие потомства. Онан, сын Иуды, делал так, и Господь умертвил его за такой поступок.
Оригинальный текст (лат.)et turpiter etiam cum legitima uxore concumbitur ubi prolis conceptio deuitatur. quod faciebat Aunan filius Iudae, et occidit illum propter hoc Deus.

В таком же оттенке грех Онана представляли и другие древние церковные писатели. Святитель Кирилл Александрийский (376-444) пишет о том, что Онан, прервав половой акт, нарушал закон деторождения: 
«Затем отец убеждает Авнана сожительствовать с женою его брата и восстановить семя умершему. А тот, поскольку говорил, не ему принадлежать будет рождаемое, нарушал закон обыкновенного способа деторождения, проливая семя на землю, и не давал оного ей. Погиб вскоре и этот от Божественного гнева».
Иероним Стридонский (342-420), описывая грех Онана, дает понять, что в древней церкви негативно относились к контрацепции:
«Приводит также Иуду и Фамарь, притягивает и Авнана, умерщвленного Господом за то, что не желая семени брату, уничтожал последствия брака… Но удивляюсь, зачем он представил нам в пример Иуду и Фамарь, если только он не услаждается блудницами, и Авнана, умерщвленного за то, что не хотел семени брату, как будто мы одобряли какое бы то ни было пролияние семени без произведения детей».

## Термин «онанизм»и современные толкования
В более позднее время грех Онана стал ассоциироваться непосредственно с мастурбацией. Впервые такая мысль прозвучала в 1716 году в анонимной брошюре Onania, распространявшейся в Лондоне и повествовавшей о вреде мастурбации. С этих пор появляется термин «онанизм». Мысль о том, что Онан наказан за мастурбацию, разделялась не только в католической, но и православной среде.
Есть и другое толкование истории с Онаном, согласно которому Онан наказан за нарушение традиции левирата. Такая мысль ярко выражена в библейской энциклопедии Брокгауза, в которой написано, что Онан «не захотел продолжить род своего брата, поэтому Господь умертвил его».